# Kytice
Kytice z pověstí národních (Un bouquet di leggende popolari), noto anche con il titolo breve di Kytice è una raccolta di ballate dell'autore ceco Karel Jaromír Erben. La collezione venne pubblicata per la prima volta nel 1853 ed era costituita da 12 poemi. Lilie venne aggiunto nella seconda edizione del 1861.
1. Kytice
2. Poklad (Tesoro)
3. Svatební košile (Le camicie di nozze)
4. Polednice (Lady mezzogiorno)
5. Zlatý kolovrat (L'arcolaio d'oro)
6. Štědrý den (Tempo di Natale)
7. Holoubek (Piccola colomba)
8. Záhořovo lože (Letto di Záhoř)
9. Vodník (Il barcaiolo)
10. Vrba (Salice)
11. Lilie (Lily)
12. Dceřina kletba (Maledizione della figlia)
13. Věštkyně (Profetessa)

## Adattamenti
La collezione Kytice ha ispirato diversi adattamenti:
Film
- Kytice (Fiori selvaggi), un film ceco del 2000 diretto da F. A. Brabec e che ha utilizzato sette poemi: Kytice, Vodník, Svatební košile, Polednice, Zlatý kolovrat, Dceřina kletba, Štědrý den
- Svatební košile, un cartone animato ceco del 1978 diretto da Josef Kábrt
- Svatební košile, un film ceco del 1925 diretto e interpretato da Theodor Pištěk

Musica
- Svatební košile (La sposa dello spettro), ballata per soprano, tenore, basso, coro e orchestra, Op. 69, B. 135 (1884) di Antonín Dvořák
- Svatební košile (La sposa dello spettro), ballata per soprano, tenore, basso, coro misto e orchestra, H. 214 I A (1932) di Bohuslav Martinů
- Polednice (The Noon Witch, o La strega di mezzogiorno), poema sinfonico per orchestra, Op. 108, B. 196 (1896) di Antonín Dvořák
- Zlatý kolovrat (L'arcolaio d'oro), poema sinfonico per orchestra, Op. 109, B. 197 (1896) di Antonín Dvořák
- Štědrý den, melologo per voce narrante e pianoforte o orchestra, Op. 9, H. 198 (1874, 1899) di Zdeněk Fibich
- Holoubek (Il colombo selvaggio), poema sinfonico per orchestra, Op. 110, B. 198 (1896) di Antonín Dvořák
- Vodník (Il barcaiolo), poema sinfonico per orchestra, Op. 107, B. 195 (1896) di Antonín Dvořák
- Vodník, melologo per voce narrante e orchestra, Op. 15, H. 267 (1883) di Zdeněk Fibich
- Lilie, melologo di Otakar Ostrčil
- Lilie, melologo per voce narrante e pianoforte a quattro mani, Op. 23 di Eugen Miroslav Rutte

Opera
- Vodník, Opera in 4 atti (1937) di Boleslav Vomáčka; libretto di Adolf Wenig

Theatre
- Kytice, (1972) un libero adattamento di musiche di scena di Jiří Suchý e Ferdinand Havlík (musica)